# Douglas Hemphill Elliott

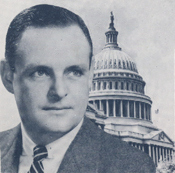
Douglas Hemphill Elliott

Douglas Hemphill Elliott (* 3. Juni 1921 in Philadelphia, Pennsylvania; † 19. Juni 1960 in Horse Valley, Pennsylvania) war ein US-amerikanischer Politiker. Im Jahr 1960 vertrat er den Bundesstaat Pennsylvania im US-Repräsentantenhaus.

## Werdegang
Douglas Elliott besuchte die öffentlichen Schulen seiner Heimat und danach bis 1938 die Haverford School. In den Jahren 1938 bis 1940 studierte er an der University of Virginia in Charlottesville. Während des Zweiten Weltkrieges diente er zwischen 1941 und 1945 in der US Navy. Von 1945 bis 1952 arbeitete Elliott für verschiedene Versicherungsgesellschaften. Von 1950 bis 1952 war er auch Direktor für die Öffentlichkeitsarbeit beim Franklin Institute in Philadelphia. Außerdem war er in den Jahren 1952 bis 1960 Vizepräsident des Wilson College in Chambersburg.
Politisch war Elliott Mitglied der Republikanischen Partei. Zwischen 1957 und 1960 gehörte er dem Senat von Pennsylvania an. Nach dem Tod des Abgeordneten Richard M. Simpson wurde er bei der fälligen Nachwahl für den 18. Sitz seines Staates als dessen Nachfolger in das US-Repräsentantenhaus in Washington, D.C. gewählt, wo er am 26. April 1960 sein neues Mandat antrat. Er konnte dieses aber nur bis zum 19. Juni desselben Jahres ausüben. An diesem Tag beging er in Horse Valley Selbstmord.